# Бурцев, Владимир Васильевич
Влади́мир Васи́льевич Бу́рцев (1 января 1957, с. Луценково, Белгородская область — 13 сентября 2000, Краснодарский край) — полковник милиции, Герой Российской Федерации (1997).

## Биография
Родился 1 января 1957 года в селе Луценково (Алексеевский район Белгородской области). Обучался в средней школе в соседнем селе Иловка. После окончания Белгородского педагогического института был призван в 1978 году на срочную службу в Вооружённые Силы СССР. Службу проходил на советско-китайской границе. В одном из боестолкновений был тяжело ранен. В 1980 году уволен в запас.
После армии на комсомольской работе — секретарь комитета ВЛКСМ одного из техникумов Белгорода, инструктор горисполкома.
В июле 1986 года поступил на службу в органы Министерства внутренних дел СССР. Окончил Харьковский юридический институт и Академию управления МВД. Последовательно занимал должности заместителя начальника отдела внутренних дел Свердловского района по работе с личным составом, старшего оперуполномоченного, начальника отделения розыскной работы.
В 1993 году назначен начальником сводного отряда милиции, с которым принял участие в урегулировании межнационального конфликта в Северной Осетии и Ингушетии. В 1995 году назначен начальником Отдела по борьбе с незаконным оборотом наркотиков УВД Белгородской области.
В 1996 году назначен начальником сводного отряда УВД Белгородской области, с которым был направлен в Чечню. В августе 1996 года при нападении чеченских боевиков на Грозный его отряд попал в окружение в одном из зданий Грозного и шесть суток вёл бой. В ходе боёв Бурцев получил ранение и две контузии, но остался в строю. После нанесения авиационного удара по боевикам, воспользовавшись замешательством последних, отряд прорвал кольцо окружения и с боем вышел в расположение другой воинской части российских войск, которая также находилась в окружении. Бои продолжались ещё несколько дней. Только после получения известия о заключении перемирия с боевиками 22 августа отряд вышел из окружения в расположение российских частей.
Указом Президента Российской Федерации от 12 марта 1997 года «за мужество и героизм, проявленные при выполнении воинского долга» подполковнику милиции Бурцеву Владимиру Васильевичу присвоено звание Героя Российской Федерации с вручением медали «Золотая Звезда».
В 1998 году назначен на должность заместителя начальника УВД Белгородской области — начальника управления по кадровой и воспитательной работе, ему присвоено специальное звание полковника внутренней службы.
В сентябре 2000 года был направлен в Чеченскую республику, для сопровождения очередной замены личного состава временного отдела внутренних дел Курчалоевского района, сформированного из милиционеров УВД Белгородской области.
Погиб 13 сентября 2000 года в автомобильной аварии под Краснодаром. Похоронен в Белгороде.

## Награды
- Герой Российской Федерации (12.09.1997, медаль «Золотая Звезда» № 391).
- Орден «За личное мужество».
- Орден Мужества.
- Медали, в том числе:
  - Медаль «За боевые заслуги».

## Память
Бюст Бурцева установлен на Аллее Героев в городском парке Белгорода.
Именем Героя Российской Федерации Владимира Васильевича Бурцева названы:
- Белгородский областной лицей милиции при Управлении внутренних дел Белгородской области (ныне Белгородский правоохранительный колледж)[4] и стипендия для лучшего ученика лицея[5],
- Иловская средняя общеобразовательная школа (село Иловка Алексеевского района Белгородской области),[6]
- улица в Белгороде,[7]
- Всероссийский турнир по дзюдо памяти Героя России Владимира Бурцева,[8]